# ガワジー
- ガーワジ[1]

ガワジー(アラビア語：غوازي)とは、エジプトで踊られてきた主に女性の踊り子による踊りであった。ただし、イスラム教徒の少年達が、女性の踊り子を演じて踊ることもあった。アルマー（複数形：awālim、en）とも呼ばれる（イスラム教の正式な歌姫をアルマー、イスラム教徒ではないジプシーがガワジーと区別する意見もある。）。
ガワジーは、観客の心を征服する者とされる ghaziya を由来とする「征服者」（ガーズィー）の意。

## 概要
ガワジーの踊りの特徴としては、ヒップ（腰から尻全体）の速い動きと、真鍮製のカスタネットを手に持って踊ることがあげられる。ガワジーの踊り手としては、ドム族による旅の踊り子（女性）達がよく知られるが、他にもナワラ族（Nawar or Nawara）などその他の少数民族の踊り手もいた。彼女達はしばしばジプシー（Gypsies）とも言われる。ガワジーを踊る時、彼女達は普通、コール墨（硫化アンチモン）によるアイシャドーで化粧をし、ヘンナから取った染料で手先（手首よりも先）や足先（くるぶしよりも先）を化粧していた。また彼女達が着飾ってもいた姿を描いた絵も存在する。ガワジーにはBGMも付いており、この演奏も同じ民族の者が担当した。ガワジーが行われる場所としては、民家の中庭、玄関先、路上などだった。ハーレムで楽しまれる場合もあったが、しばしばいわゆる放蕩者が男性向けの宴会の余興として踊り子を雇って楽しまれた。
ところで、イスラム教では女性が人前で肌を露出することを基本的に禁じている。多くの人に楽しまれたガワジーだったが、次第に女性の踊り子が問題視され、公序良俗に反するものとされるようになっていった。このためハワルス（Khawals）と呼ばれるイスラム教徒の少年達が、女性の踊り子を演じるようになっていった。
このガワジーは、19世紀前半にカイロを始めとするエジプト北部から姿を消した。以降はいわゆるジプシー達（ロマ）によって伝えられることとなっていった。現在、19世紀に描かれたガワジーを踊る女性の踊り子の絵が残っている他、20世紀初頭（1906年）に撮影された踊り子の写真が残っている。さらにこれは写真ではなく1936年に描かれた絵画ではあるが、伴奏者のいる状態での踊りの絵も残っている。なお、エジプトの都市部でのガワジーの踊りのスタイルは、他の地方で踊られていたダンスの影響を受けていたと言われている。反面、エジプトの田舎でのガワジーの踊りのスタイルは、18世紀から19世紀頃の伝統的なスタイルが比較的保存されていたと言われている。